# Yehuda Burla
Yehuda Burla (hébreu : יהודה בורלא ; né le 18 septembre 1886 et décédé le 7 novembre 1969) est un auteur israélien.

## Biographie
Burla est né en 1886 à Jérusalem, alors partie de l'Empire ottoman, dans une famille juive séfarade aux racines rabbiniques, originaire d'Izmir. Enfant, il vit dans le quartier d'Ezrat Yisrael, près du coin de Jaffa Road et de King George Street. Jusqu'à l'âge de 18 ans, il reçoit une éducation religieuse, étudiant à la Yechiva et au Beth Midrash. Après avoir obtenu son diplôme du séminaire des enseignants "Ezra" à Jérusalem, il commence à travailler, à la fois en tant qu'enseignant et en tant qu'administrateur, dans diverses écoles affiliées à l'Organisation sioniste. Pendant la Première Guerre mondiale, Burla sert dans l'armée turque en tant qu'interprète, et après la guerre, il enseigne à l'école hébraïque de Damas, où il vit pendant cinq ans. Il continue à enseigner jusqu'en 1944, date à laquelle il commence à travailler dans le secteur public et est à un moment donné chef du département arabe de la Histadrout. Il est le père de Oded Burla (en), écrivain, poète et artiste, Yaïr Burla, écrivain et traducteur, Ofra Burla-Adar, écrivaine et traductrice, et Zuria Ben Nun.

Yehuda Burla et sa famille en 1949

Burla reçoit deux fois le prix Bialik de littérature, en 1939 et 1954. En 1961, il reçoit le prix Israël, pour la littérature.
La rue Yehuda Burla, l'artère principale du quartier Nayot de Jérusalem, porte son nom.

## Ouvrages
- Lunah (Luna), 1926
- Patrie enchantée (Kismei Moledet), 1926
- Sans étoile (Bli Kochav), 1927 (traduit en français, 1933)
- Sa femme détestée (Ishto Ha-Senuah), 1928
- In Darkness Striving (Neftulei Adam), 1929 (traduit en arabe, 1955, et en anglais, 1968)
- Histoires (Sipourim), 1929
- Bat Zion (Bat Tzion), 1930
- Chanteur (Meranenet), 1930
- Na`ama (Na`amah O Ba-Nistar U-Ba-Nigleh), 1934
- Dans la sainteté ou l'amour (Bi-Kedushah O Ahavah), 1935
- Les Aventures d'Akaviah (Alilot Akaviah), 1939 (traduit en russe, 1980)
- Tours de ville (Lehatei Kiriah), 1939
- Adam (Adam), 1943
- À l'horizon (Ba-Ofek), 1943
- À l'aube (Im Shahar), 1946
- Femmes (Nashim), 1949
- Tom et Mary (Tom Ve-Mary)
- Dans les cercles de l'amour (Be-Ma`agalei Ahavah), 1953
- La première hirondelle (Ha-Snunit Ha-Rishonah), 1954
- Désirs (Kisufim), 1955
- Les voyages de Juda Halevi (Ele Masa`ei Yehuda Halevi), 1959
- Rabbin Juda Halevi (Rav Yehuda Halevi), 1960
- Étincelles (Reshafim), 1961
- Le Dignitaire (Ba`al Be-Amav), 1962
- Œuvres complètes (Col Kitvei), 1962
- Deux histoires d'amour spéciales (Shnei Sipurei Ahavah Miyuhedet), 1964
- En marche (Le-Kol Ha-Tza`adah), 1965
- À marée haute et à marée basse (Be-Geut U-Be-Shefel), 1971
- Histoires collectées (Yalkut Sipurim), 1975
- Le Royaume de David (Malkhout David), 1978